# Extreme Ultraviolet Explorer
EUVE (от англ. Extreme Ultraviolet Explorer — букв. Исследователь экстремального ультрафиолета) — космический телескоп дальнего УФ-диапазона.

## Основные направления исследований
Цели миссии включали несколько различных областей наблюдения с использованием диапазона частот дальнего ультрафиолета (EUV):
- Обзор всего неба в дальнем ультрафиолетовом диапазоне.
- Проведение глубокого обзора в диапазоне EUV на двух отдельных полосах пропускания
- Спектроскопические наблюдения целей, обнаруженных другими миссиями.
- Наблюдения за источниками EUV, такими как горячие белые карлики и корональные звёзды.
- Изучение состава межзвёздной среды с помощью EUV-спектроскопии.
- Определение, будет ли выгодно создать ещё один, более чувствительный телескоп EUV.